# البرق الشرقي
كنيسة الله العظيم أو كنيسة الله الجبار، والمعروفة أيضاً باسم «البرق الشرقي» (الصينية: 东方 闪电؛ بينيين: دونغ فانغ Shǎndiàn)، هي حركة دينية جديدة أنشئت في الصين في عام 1991، ، والتي تعزو المصادر الحكومية الصينية من ثلاثة إلى أربعة ملايين عضو، على الرغم من أن العلماء يعتبرون هذه الأرقام مبالغ فيها إلى حد ما. ويأتي اسم «البرق الشرقي» من إنجيل العهد الجديد متى 24:27 «لأنه كما أن البرق يخرج من الشرق، ويضيء حتى إلى المغارب، هكذا يكون أيضا مجيء ابن الإنسان.» تعليم الكنيسة الأساسي هو أن يسوع المسيح عاد إلى الأرض في أيامنا باسم الله العظيم المتجسد (全能 神)، وهذه المرة ليس كرجل ولكن كامرأة صينية. وتعتبر الحركة من قبل السلطات الصينية، «شيه جياو» (وهو مصطلح غالبا ما يترجم بأنه «عبادة الشر» ولكن في الواقع يستخدم منذ عهد أسرة مينغ للإشارة إلى «تعليم بدعي»)  متهمة بارتكاب جرائم مختلفة، بما في ذلك حادث قتل طائفي في مطعم ماكدونالدز بتشاويوان خصوم المسيحية، ووسائل الإعلام الدولية بدورها توصف الحركة بالهرطقة  تنفي الكنيسة كل الاتهامات، وهناك علماء توصلوا إلى أن بعض الاتهامات التي تحققوا منها حتى الآن في الواقع خاطئة أو مبالغ فيها.

## تاريخ كنيسة الله العظيم

### 1989 إحياء وأعضاء مشاركة
على الرغم من أن الحركة لم تذكر اسمها ولا أي تفاصيل عن سيرتها الشخصية (مع الاعتراف أنها أنثى)، وتحذر من أن أي معلومات مقدمة من مصادر خارجية قد تكون خاطئة ، يعتقد العديد من العلماء أن الحركة تربط نفسها بامرأة صينية، Yang Xiangbin (مواليد 1973)، التي ولدت في شمال غرب الصين. في عام 1989، خلال إحياء الكنائس المستقلة الصينية، الشخص المحدد من قبل الحركة دخلت رسميا حركة الكنيسة البيت (الصين)، أي الكنائس البروتستانت المستقلة عن الحكومة، وبدأت بنطق كلمات اعتبرها الأتباع كلمات سلطة وقوة تماثل تلك التي عبر عنها يسوع المسيح. في ذلك الوقت، كانت تحضر اجتماعات المجموعات التي أسسها Witness Lee، والمعروفة باسم الكنائس المحلية في الغرب وبالمصرخين في الصين،  كما فعل معظم تابعيها. يعتقد العديد من المؤمنين في حركة الكنيسة البيت الصينية أن هذه الكلمات كانت من الروح القدس وبدؤا بقراءة هذه الكلمات في تجمعاتهم في عام 1991، قد ترجع أصول الكنيسة لهذا العام، على الرغم من أن في نهاية عام 1992 فقط بدأ ربط الشخص الذي كان مصدر هذه الرسائل بالمسيح، الإله المتجسد، الإله الواحد والوحيد، واسم كنيسة الله العظيم بدأ بالظهور.

### تشاو ويشان
ومن بين الذين قبلوا الشخص ورسالة الله العظيم كان تشاو ويشان (الصينية: 赵维 山؛ ولد 12 ديسمبر 1951)، زعيم فرع مستقل من أعضاء المصرخين. أصبح مثل شخصية مهمة في الحركة حتى أن مصادر صينية تدعوه «مؤسس» الحركة على الرغم من أن علماء غربيين يعتقدون أن هذا يرجع إلى وجود تحيز بين ضباط الشرطة الصينيين، والذين لن يقبلوا بسهولة أن حركة دينية كبيرة تأسست من قبل امرأة وأنه في الواقع يجب أن يعزى لقب «مؤسس» كنيسة الله العظيم إلى الشخص (الأنثى) التي تعرف بالله العظيم من قبل الحركة. ووفقا للباحثة الأسترالية، إيميلي دون، في عام 1991، كانت المنظمة بالفعل تضم أكثر من ألف عضو. بعد أن داهمت الشرطة مجموعته، غادر تشاو هيلونغجيانغ وأكمل الحركة في مقاطعة Qingfeng بهنان، حيث استمرت في التوسع. وقد عرف في وقت لاحق كزعيم وكاهن كنيسة الله العظيم. وتصر الكنيسة أنها تقاد وترعى من قبل الشخص الذي يعرف بالله العظيم شخصيا، وأن تشاو، «الرجل الذي يستخدمه الروح القدس» هو القائد الإداري للحركة.

### التوسع والقمع
الحكومة الصينية اشتبهت على الفور بكنيسة الله العظيم بسبب تعاليمها المناهضة للشيوعية، والقمع القاسي من منتصف ال 1990s استهدف أعضاء لمصرخين وكنيسة الله العظيم معا، اللذان فروقاتهم اللاهوتية لم تكن واضحة بالضرورة للسلطات الصينية. في عام 2000، جاء تشاو ويانغ إلى الولايات المتحدة، حيث دخلوا في 6 أيلول، وفي عام 2001 تم منحهم حق اللجوء السياسي. منذ ذلك الحين يعيشون ويوجهون الحركة من الولايات المتحدة. في أوائل عام 2009، He Zhexun، الذي اعتاد أن يكون مسؤولا عن عمل الكنيسة في الصين القارية، اعتقل من قبل السلطات الصينية. في 17 يوليو 2009، Ma Suoping (أنثى، 1969-2009)، التي تولت دور He Zhexun، ألقي القبض عليها أيضا من قبل الشرطة الصينية وتوفيت أثناء احتجازها.
على الرغم من القمع الحكومي، وحقيقة أن بعض قادة الكنائس المسيحية التقليدية اتهمت كنيسة الله العظيم بالهرطقة، نمت الكنيسة في الصين، ووفقا لمصادر رسمية الصينية، وصلت لثلاثة أو حتى أربعة ملايين الأعضاء في عام 2014, على الرغم من أن العلماء يعتبرون هذه الأرقام مبالغ فيها إلى حد ما. منذ حادث قتل طائفي في مطعم ماكدونالدز بتشاويوان عام 2014، والقمع في الصين تكثف، وهرب عدة آلاف من الأعضاء إلى الخارج، حيث أسسوا الكنيسة في كوريا الجنوبية والولايات المتحدة وإيطاليا وفرنسا واسبانيا وكندا واليابان والفلبين وغيرها من البلدان، بالإضافة إلى تلك التي أنشئت في هونغ كونغ وتايوان، مع انضمام أعضاء غير صينيين أيضا للحركة. وكانت النتيجة الغير المرتقبة للشتات ازدهار الإنتاج الفني الكبير من اللوحات والأفلام، في البلدان التي يمكن لكنيسة الله العظيم أن تعمل بحرية فيها، والأفلام الفائزة بجوائز في مهرجانات الأفلام المسيحية.

## المعتقدات

### ثلاثة العصور
«البرق الشرقي»، وفقا للكنيسة، وعودة يسوع المسيح كالله العظيم، من بلد في الشرق، الصين، لتدشين عصر ثالث من الإنسانية، عصر المملكة، والذي يتبع عصر القانون، أي وقت العهد القديم، وعصر النعمة، الذي من ولادة يسوع لمجيء الله العظيم في القرن ال 20. مع تضحية يسوع على الصليب، غفرت خطايا البشر، ولكن تزال طبيعتهم الشريرة. في عصر المملكة، الله العظيم سيعمل من أجل القضاء على تلك الطبيعة الشريرة. كلام الله سبحانه العظيم نفسه، «خطة إدارتي بأكملها، الخطة التي تمتد ستة آلاف سنة، تتكون من ثلاث مراحل، أو ثلاثة عصور: عصر القانون في البداية؛ عصر النعمة (والذي هو أيضا عصر الفداء) وعصر المملكة في اليوم الأخير. عملي في هذه ثلاثة الأعمار يختلف في المحتوى وفقا لطبيعة كل عصر، ولكن في كل مرحلة فإنه يتفق مع حاجات الإنسان» و «على الرغم من ان يسوع فعل الكثير من العمل بين البشر، فأنه أكمل فقط الفداء للبشرية جمعاء، وأصبح تقدمة الخطيئة للبشر ولم يخلص البشر من كل طبيعته الفاسدة... وهكذا، بعد أن غفرت خطايا البشر، الله عاد للتجسد لقيادة البشر لعصر جديد».

### الكتب المقدسة
في كنيسة الله العظيم، يتم قبول الكتاب المقدس كالكتاب الإلهي لعصر القانون وعصر النعمة، على الرغم من الزعم أنه «سجل من قبل البشر، فإنه يحتوي على رسائل من الله وبعض الرؤى الصادقة، التي هي مفيدة لمعرفة عمل الله في عصر القانون وعصر النعمة، ولكنه يحمل أيضا العديد من الأخطاء البشرية». في عصرنا هذا، تعتقد الكنيسة أن الدليل الأكثر أمنا هو في كلام الله العظيم، والتي يتم تسجيلها في كتاب ضخم «ظهور الكلمة في الجسد»، ويتألف من أكثر من مليون كلمة، ويتناول عدد من الأسئلة من التاريخ المقدس واللاهوت والأخلاق والقيم الروحية، ويعتبر معياري من قبل الحركة.

### الألفية
كنيسة الله العظيم تعلم شكل من اشكال الألفية. لا يجب أن يخلط بين عصر المملكة وبين عمر المملكة الألفية، الذي هو وقت ما في المستقبل في أعقاب الكوارث الرهيبة التي تنبأ بها في الكتاب المقدس، عندما سيتم قبول رسالة الله العظيم في جميع البلدان، وسيتم تحويل طبيعة الإنسان الخاطئة، والبشر الذين تم تنقيتهم بعمل الله سيعيشون إلى الأبد على الأرض. وفقا للكنيسة، بعد ان الله العظيم المتجسد (الذي لا يعتقد أنه سيعيش إلى الأبد على الأرض) يكون قد أكمل عمل الله على الأرض في الأيام الأخيرة، الكوارث المتنبئ بها في سفر الرؤيا من الكتاب المقدس سوف تأتي في شكل من المجاعات والزلازل والحروب. ومع ذلك، «لن يباد الأرض، وسيتم حفظ الذين تم تنقيتهم من قبل الله في نوازل الأيام الأخيرة، وسوف يعيشون على الأرض إلى الأبد.»  ووفقا لعالم أمريكي، هولي فولك، «تقسيم التاريخ إلى عدة عصور يعكس تأثير الاخوة بليموث وغيرهم من المبشرين الإنجيليين في الصين. التدبيرية، وسيلة تفسير الكتاب المقدس التي تدعم وجهة نظر كونية للتاريخ تتضمن نهاية العالم، تطورت في القرن التاسع عشر من قبل جون نلسون داربي»، على الرغم من أن هناك أيضا اختلافات بين داربي وكنيسة من الله العظيم.

### التنين الأحمر العظيم
كنيسة الله العظيم تعتقد أن الله العظيم هو يسوع العائد في أيامنا هذه وولد في الصين، البلد الذي، وفقا للكنيسة، يمثل في الوقت نفسه المكان الذي يوجد فيه التنين الأحمر العظيم الشرير من سفر الرؤيا ويجلى نفسه إلى ما يشبه الحزب الشيوعي الصيني وحيث المجيء الثاني ليسوع المسيح يتجلى. كما لاحظت إيميلي دون، الفكر الذي يقارن بين التنين الاحمر العظيم والسلطة السياسية التي تضطهد المسيحيين هو فكر لم يخترع من كنيسة الله العظيم ولكنه تقليد طويل بين المسيحيين الصينيين، بما في ذلك أعضاء المصرخون.

### العبادة وغياب الأسرار المقدسة
كنيسة الله العظيم تعتقد أن الأسرار المقدسة الدينية، بما في ذلك المعمودية، كانت ممارسات عصر النعمة وليس لهم مكان في عصر المملكة. وفقا لذلك، ليس هناك معمودية في كنيسة الله العظيم، الشخص يصبح عضوا في الكنيسة بالاعتراف بأن الله العظيم المتجسد هو المجيء الثاني ليسوع المسيح وظهور الإله الحقيقي الواحد الوحيد في الأيام الأخيرة، ويكون على استعداد للصلاة باسم الله العظيم، ويقدر على فهم وقبول إيمان كنيسة الله العظيم. غياب الأسرار لا يعني أن الاجتماع معا، والصلاة وعبادة الله ليست بأشياء مهمة لأعضاء الكنيسة. توجد «زمالة» تجتمع بانتظام وتناقش الكتب المقدسة وتسمع المواعظ، تسبح، وتتبادل الشهادات. الباحث الإيطالي ماسيمو إنتروفين يلاحظ أنه في هذا المعنى، «شدة الحياة الدينية تتعارض مع أسلوب الحد الأدنى للعبادة».

## الخلافات
اتهامات بارتكاب جرائم خطيرة ضد الكنيسة، والتي تظهر في كثير من الأحيان في وسائل الإعلام، تأتي من مصدرين هما: الحزب الشيوعي الصيني والكنائس المسيحية الأخرى. الحكومة ووسائل الاعلام الصينية يتهمون دوريا كنيسة الله العظيم بالجرائم. هذه الاتهامات الأكثر شيوعا تتعلق أربعة حوادث رئيسية هي: حادث قتل طائفي في مطعم ماكدونالدز بتشاويوان عام 2014، وانتشال عيون صبي صغير في عام 2013 في مقاطعة شانشي، اختطاف القادة المسيحيين في عام 2002،  وأعمال الشغب المتصلة بالإعلان ان نهاية العالم ستحدث في عام 2012.
مصادر رسمية صينية أيضا تذكر أحيانا اتهامات أخرى. في عام 2017، دعي علماء الغرب، بما في ذلك ماسيمو إنتروفين وهولي فولك، الذين كانوا قد درسوا الكنيسة، في هنان من قبل الرابطة الرسمية الصينية المضادة للطوائف لحضور مؤتمر عن طوائف خطيرة وكنيسة الله العظيم. نظم مؤتمر ثاني من قبل نفس الجمعية المكافحة للطوائف في الصين في وقت لاحق، في عام 2017، في هونغ كونغ، وحصل العلماء من الموظفين المكلفين بإنفاذ القانون الصيني المعلومات والوثائق حول جرائم تعتبر كنيسة الله العظيم مذنبة فيها. لاحظوا أن الاتهامات الإضافية تبدو مذكورة أقل كثيرا ومؤيدة أقل بمستندات فيما يتعلق بالاتهامات بالحوادث الأربعة الرئيسية.
في حين أن الكنيسة غالبا ما نتهم بكونها «ضد العائلة»، ادعت دراسة نشرت من قبل إنتروفين عام 2018 في صحيفة جامعة بايلورالمتعددة التخصصات للبحوث الدينية أنه في الحقيقة اعتقاد الكنيسة عن العائلة تقليدي جدا ومحافظ، وقدمت الدراسة الأدلة التي تظهر أن معظم أعضاء الصينيين الذين هربوا إلى كوريا الجنوبية والولايات المتحدة والفلبين تحولوا إلى كنيسة الله العظيم على أيدي أفراد من أسرتهم.

### حادث قتل طائفي في مطعم ماكدونالدز بتشاويوان
في 28 مايو 2014، ستة من «المبشرين» الذين ادعوا أنهم يمثلون «الله العظيم» اثاروا غضبًا وطنيًا عندما هاجموا وقتلوا امرأة في مطعم ماكدونالدز في مدينة تشاويوان بمقاطعة شاندونغ الصينية. خمسة من «المبشرين» (السادس كان قاصراً) حوكموا وأُدينوافي 10 أكتوبر. حُكم على اثنين بالإعدام ونُفِّذ الحكم في عام 2015، أحدهما بالسجن المؤبد، والسجن للآخران إلى 7 و10 سنوات.
تمت دراسة جريمة قتل ماكدونالدز لاحقًا من قبل علماء في الحركات الدينية الجديدة مثل إميلي دون ، ديفيد بروملي وماسيمو إنتروفين. وقد توصلوا إلى استنتاجات مختلفة فيما يتعلق بالتقارير السابقة الصادرة عن معظم وسائل الإعلام الصينية والغربية ، وجادلوا بأن القتلة كانوا جزءًا من طائفة صغيرة مستقلة غير مرتبطة بالبرق الشرقي، الذين استخدموا عبارة «الله العظيم» لتعيين «مزدوج إلهي» لقائديها الإناث الاثنين تشانغ فان (ابنة القاتل الرئيسي ، تشانغ لي دونغ ، الذي أُعدمت مع والدها في عام 2015) ولو ينغ تشون. في المحاكمة، صرح المدعى عليهم صراحةً أنه على الرغم من أنهم استخدموا اسم «الله العظيم»، فإن مجموعتهم وكنيسة الله العظيم بقيادة تشاو ويشان هما منظمتان مختلفتان. أعلن أحد القادة، لو ينغ تشون، أن «الدولة وصفت كنيسة تشاو ويشان المزيفة» كنيسة الله العظيم«بأنها عبادة شريرة، وقد وصفناها بأنها» أرواح شريرة«. أنا وشانغ فان فقط ... يمكننا تمثيل كنيسة الله العظيم الحقيقية. أنا وشانغ فان المتحدثتان الفريدتان باسم «الله العظيم» الحقيقي. لقد قامت الحكومة بقمع الله العظيم الذي آمن به تشاو ويشان، وليس» الله العظيم«الذي نقصده نحن. إنهم «الله العظيم» المزيف ونحن «الله العظيم» الحقيقي».
وقد نشرت وسائل الإعلام الصينية فيما بعد اعترافات بالسجن لاثنين من أعضاء المجموعة الذين في السجن، لو ينغ تشون وتشانغ هانغ، الذين قيل إنهم «أعيد تثقيفهم» بنجاح. وهم يدعون أن قادة المجموعة قد قرأوا بعض الأدبيات عن كنيسة الله العظيم، ولكنها كانت حركة مختلفة بمعتقدات أساسية مختلفة.

### قدية جو شياوبين
في 24 أغسطس 2013، اقتلعت امرأة عيون صبي صغير يدعى Guo Xiaobin في شانشي. أصبح الصبي لاحقًا مشهورًا دوليًا بنجاح جراحة الأطراف الصناعية في شنزن. بعد حادث القتل طائفي في مطعم ماكدونالدز بتشاويوان، نسبت بعض وسائل الإعلام الصينية الجريمة إلى أعضاء كنيسة الله العظيم. لاحظت دراسة أجرتها الباحثة الأمريكية هولي فولك، التي كتبت بعد مشاركتها في مؤتمري عام 2017 التي نظمتها الرابطة الصينية لمكافحة الطوائف، أن الشرطة الصينية قد أغلقت القضية في سبتمبر 2013 باستنتاجها أن الجريمة ارتكبت من قبل عمة Guo Xiaobin، ولا علاقة له بكنيسة الله العظيم. فقط بعد جريمة قتل ماكدونالدز في عام 2014، بدأ بعض المعادون للثقافة الصينية في ذكر كنيسة الله العظيم فيما يتعلق بالحادث. لاحظت فولك أيضًا أن الاتهامات اقتلاع عيون الضحايا الصينيين كانت موضوعًا شائعًا في الدعاية الصينية المعادية للمسيحية منذ القرن التاسع عشر على الأقل.

### اتهامات باختطاف قادة مسيحيين
اتهم بعض قادة الكنائس المسيحية الأخرى كنيسة الله العظيم بـ «الهرطقة» و «سرقة الأغنام» من خلال استراتيجيات ملتوية. تشمل الاتهامات الزعم بأنه في عام 2002، اختطفت كنيسة الله العظيم أربعة وثلاثين من قادة زمالة China Gospel Fellowship (CGF) من أجل تحويلهم. وجد عدد من المسيحيين في الغرب أن الاتهامات يمكن تصديقها. في دراسة نشرت في عام 2018، وجد إنتروفين تناقضات في القصة كما رواها زمالة China Gospel، ووجد أنه من الغريب أنه لم يتم القبض على أي شخص أو تحويله للمحاكمة، واستنتج أنه لم يكن من المستحيل، من خلال اختراع قصة الاختطاف، ان حاولت زمالة China Gospel ببساطة إيجاد مبرر لحقيقة أن العديد من أعضائها، بمن فيهم القادة الوطنيون، قد تحولوا إلى كنيسة الله العظيم، على الرغم من أن التفسيرات الأخرى للحسابات لا تزال ممكنة أيضًا.

### توقعات يوم القيامة 2012
كان لتوقع نهاية العالم بعام 2012 جر شعبي واسع في الصين حيث كان فيلم 2012 مشهورًا وربح عدد قليل من رواد الأعمال ربحًا وبيعوا «تابوت» للبقاء على قيد الحياة بنهاية العالم المفترضة. ضمن الإطار العالمي لظاهرة 2012، على أساس النبوءات المنسوبة إلى حضارة المايا، اتهمت كنيسة الله العظيم بالتنبؤ بنهاية العالم لعام 2012، مما تسبب في أعمال شغب وحتى جرائم في جميع أنحاء الصين. مباشرة قبل تاريخ «مايا» ليوم القيامة في 21 ديسمبر 2012، اعتقلت الحكومة الصينية 400 عضو من كنيسة الله العظيم في وسط الصين ، وما يصل إلى 1000 من مقاطعات أخرى في الصين.
لاحظت الباحثة الأسترالية إميلي دون، في أول كتاب علمي مخصص لكنيسة الله العظيم في عام 2015، أنه مثل العديد من الصينيين، اعتنق بعض «أعضاء البرق الشرقي نبوءة المايا» لكنهم «يبدو أنهم فعلوا ذلك دون موافقة من سلطات المجموعة المعلنة نفسها ذاتيا، والتي أعلنت في الواقع» المايا«ونظريات أخرى حول نهاية العالم بأنها لاهوتيا وحقيقيا مخطئة.» 
لاحظ إنتروفين أن موقف أعضاء كنيسة الله العظيم الذين قبلوا ونشروا النبوءات حول نهاية العالم في عام 2012، والذين طرد بعضهم من الكنيسة، «لا يتفق مع لاهوت الكنيسة الله العظيم. لا تعلن كنيسة الله العظيم عن نهاية العالم، بل تحوله. ولن يحدث هذا قبل اكتمال عمل الله العظيم على الأرض»، أي قبل أن يتوفى الشخص المعترف به كالله العظيم، بينما كانت على قيد الحياة وفي عام 2012.

## قضايا اللاجئين
بعد حملة القمع التي تلت مقتل ماكدونالدز عام 2014، هرب الآلاف من أعضاء كنيسة الله العظيم إلى كوريا الجنوبية والولايات المتحدة وكندا واليابان وإيطاليا وفرنسا وأستراليا ودول أخرى سعياً للحصول على وضع اللاجئ. بينما تزعم السلطات في بعض البلدان أنه لا يوجد دليل كاف على حقيقة أن طالبي اللجوء قد تعرضوا للاضطهاد، فإن بعض الخبراء الدوليين يعارضون تلك الأدلة التي تشير إلى اضطهاد كنيسة الله العظيم كحركة كافية لدعم الاستنتاج القائل بأن الأعضاء سيواجهون جدية المخاطر إذا عادوا إلى الصين، والقرارات غير المواتية لمقدمي الطلبات ليست مبررة.

## مزاعم أخبار وهمية
تدعي كنيسة الله العظيم أنها ضحية للحملات الإخبارية المزيفة التي يحرض عليها الحزب الشيوعي الصيني. وتصر على أن بعض المنشورات واللافتات المصورة في مواقع الويب الصينية والغربية كدليل على نبوءاتها لعام 2012، بل في الحقيقة إما كانت ملفقة أو مشتقة من تعديلات ببرنامج ال Photoshop وغيرها من التقنيات للمواد الموجودة في كنيسة الله العظيم. لقد درس بعض العلماء بالفعل بعض الحملات الصينية ضد الكنيسة كمثال كلاسيكي للأخبار المزيفة. شجبت الكنيسة أيضًا وجود موقع مزيف على الإنترنت في المملكة المتحدة «كنيسة الله العظيم في المملكة المتحدة.»  محاولات كنيسة الله العظيم لإزالتها لم تنجح حتى الآن، على الرغم من أن العلماء يقولون إن حقيقة أن موقع الويب لا يمثل مواقف ولاهوت كنيسة الله العظيم يجب أن تكون واضحًا لأي شخص على دراية بها. صدر «إعلان بشأن المواقع التي تقلد كنيسة العظيم» من قبل الكنيسة لإدانة الحادث.

### اقتباسات
1. ↑  Dunn (2008a).
2. 1 2  Li (2014), Ma (2014).
3. 1 2 3 4 5 6 7 8 9 10 11  Introvigne (2017c).
4. ↑  Dunn (2008a); Dunn (2015), 62.
5. ↑  Irons 2018.
6. ↑  Palmer (2012).
7. ↑  Dunn (2015), 2-3.
8. ↑  Tiezzi (2014).
9. ↑  Dunn (2015), 204; Introvigne (2017a); Introvigne and Bromley (2017), Folk (2017).
10. ↑  Dunn (2015), 68-72.
11. ↑  Zoccatelli (2018), 8.
12. ↑  Folk (2018), 72.
13. ↑  Dunn (2015), 48; Introvigne (2017c).
14. ↑  Dunn (2015),48: "Other Chinese sources present a far more complex account of Eastern Lightning's origins. They charge a middle-aged man named Zhao Weishan 赵维山, once a physics teacher or railroad worker, with founding the movement. These sources ... was a member of the Shouters in the late 1980s. He left the group with other believers in 1989 to form an offshoot called the Church of the Everlasting Foundation (永存的根基教会 Yongcun de genjijiaohui), in which he presented himself as a 'Lord of Ability' ( 能力主 nengli zhu). In May, 1992, a Chinese Christian magazine reported that a group called 'the New Church of the Lord of Ability' (新能力主教会 Xin nenglizhu jiaohui) had been distributing tracts and cassette recordings in the southwest Henan since March 1991."
15. ↑  Kindopp (2004), 141: “Similarly, a disgruntled Protestant Christian named Zhao Weishan broke from his church to establish the Eastern Lightning cult, also in Henan"; Aikman (2003), 242: “"Some time in the 1990s, the man regarded as the founder of Eastern Lightning, Zhao Weishan, came to the United States with a false passport and applied for—and in 2000 was granted—political asylum.”
16. ↑  Dunn (2015), 48.
17. ↑  Introvigne (2017c); Zoccatelli (2018), 9.
18. ↑  Dunn (2008b).
19. ↑  Introvigne (2017c); Irons (2018).
20. ↑  Dunn (2015), 49; Introvigne (2017c).
21. ↑  See e.g. China for Jesus (2002; upd. 2014); Chan and Bright (2005).
22. ↑  Zoccatelli (2018), 10.
23. ↑  Introvigne (2017b).
24. ↑  Folk (2018), 64.
25. ↑  Folk (2018), 61.
26. ↑  Quoted in Folk (2018), 61-63.
27. 1 2  Folk (2018), 62.
28. ↑  Introvigne (2017c); see Church of Almighty God (2015).
29. ↑  Folk (2018), 66.
30. 1 2  Dunn (2008).
31. 1 2  Introvigne (2017c)
32. ↑  Dunn (2015), 94.
33. ↑  Shen and Bach (2017).
34. 1 2  Lai and others (2014).
35. ↑  China People's Daily (2014); Gracie (2014).
36. ↑  Zoccatelli (2018), 6.
37. ↑  Folk (2017); Introvigne (2017c).
38. ↑  Introvigne (2018b).
39. ↑  Gracie (2014).
40. ↑  BBC News (2014).
41. ↑  Dunn (2015), 204.
42. ↑  Introvigne (2017a); Introvigne (2018d); Introvigne and Bromley (2017), Introvigne (2019), which also includes a short video.
43. ↑  Introvigne (2017a); Introvigne and Bromley (2017).
44. 1 2  The Beijing News (2014).
45. ↑  Irvine (2014).
46. ↑  Folk (2017).
47. ↑  Folk (2017), 101.
48. ↑  See e.g. China for Jesus (2002, upd. 2014).
49. ↑  See e.g. Aikman (2003), 81 and 267; Chan and Bright (2005).
50. ↑  Introvigne (2018a).
51. ↑  Dunn (2016).
52. ↑  Patranobis (2012).
53. ↑  Jacobs (2012).
54. ↑  China People's Daily (2014).
55. ↑  Dunn (2015), 95.
56. ↑  Šorytė (2018).
57. ↑  Introvigne (2018c).
58. ↑  See the (false) Web site "Church of Almighty God UK 英国全能神教会," نسخة محفوظة 2018-02-21 على موقع واي باك مشين. last accessed February 20, 2018.